# أمبولوميت
أمبولوميت سلاح مضاد للدبابات طوره الاتحاد السوفيتي على عجالة عندما هاجمت قطعات جيش المانيا النازية الاتحاد السوفيتي في يونيو 1941.
السلاح باختصار هو مدفع هاون (مورتر) يطلق قذائف زجاجيه مملوءه بمزيج حارق.

أمبولوميت سميت اشتقاقا من الكلمة اليونانيه أمبول أو الكابسوله الزجاجيه المغلقه كانت تتكون من انبوب مدفع هاون بقطر 125 مليمتر يتم ملئه من فوهته ويتم نصبه على ركيزة (توضيح) على شكل حرف Y أو على حامل ثلاثي.

ويعتبر أمبولوميت أحد اغرب اسلحه الحرب العالمية الثانية وكان مشابها للقواذف البريطانيه بلاكر بومبارد ونورث أوفر.

## التصميم وآلية العمل
السلاح كان يطلق قذيفه زجاجيه بقطر 125 مليميتر بطريقه مشابهه لاطلاق طلقات بنادق الصيد.

واختلفت المصادر في تحديد المزيج الذي كانت تملأ به هذه القذائف الزجاجيه فالبعض قال بانها كانت تملأ بالكازولين واخر قال بأنها كانت تملأ بالنابالم وثالث قال بانها كانت مادة الثرمايت أو الفسفور أو الكبريت.

الفكرة كانت ان يضرب هذا المقذوف الدبابة المعاديه فيتحطم مطلقا محتوياته على طول سطح العربة مخترقا فتحات الرؤية وفوهات التهوية للطاقم والمحرك من اجل تعطيل الدبابة وطاقمها.

وعلى الاغلب فأن هذا السلاح لم يكن فعالا جدا ضد الدبابات ولكن ادائه كان أفضل ضد الاهداف والمواضع الثابتة، وقد شارك بوضوح في معركة ستالينغراد حيث قامت فصيله مسلحه بهذا السلاح بحرق 3 منازل وعدة مخابئ للالمان.

كما أطلق هذا السلاح منشورات دعائيه تم حشرها في اوعيه زجاجيه نحو المواقع الألمانية.

احصائية روسية واحده في عام 1942 قالت بأن الأمبولوميت قامت بحرق 5 مخابئ و 40 جنديا معاديا.

خرج هذا السلاح من خدمه الجيش السوفيتي الاحمر بحلول اواخر 1942 واوائل 1943 واستبدلت بقواذف رمانات مضاده للدبابات وكوكتيل مولوتوف ومدافع مضادة للدبابات وبنادق مضاده للدبابات مثل بي تي آر دي -41 وبي تي آر أس -41 .

## صور

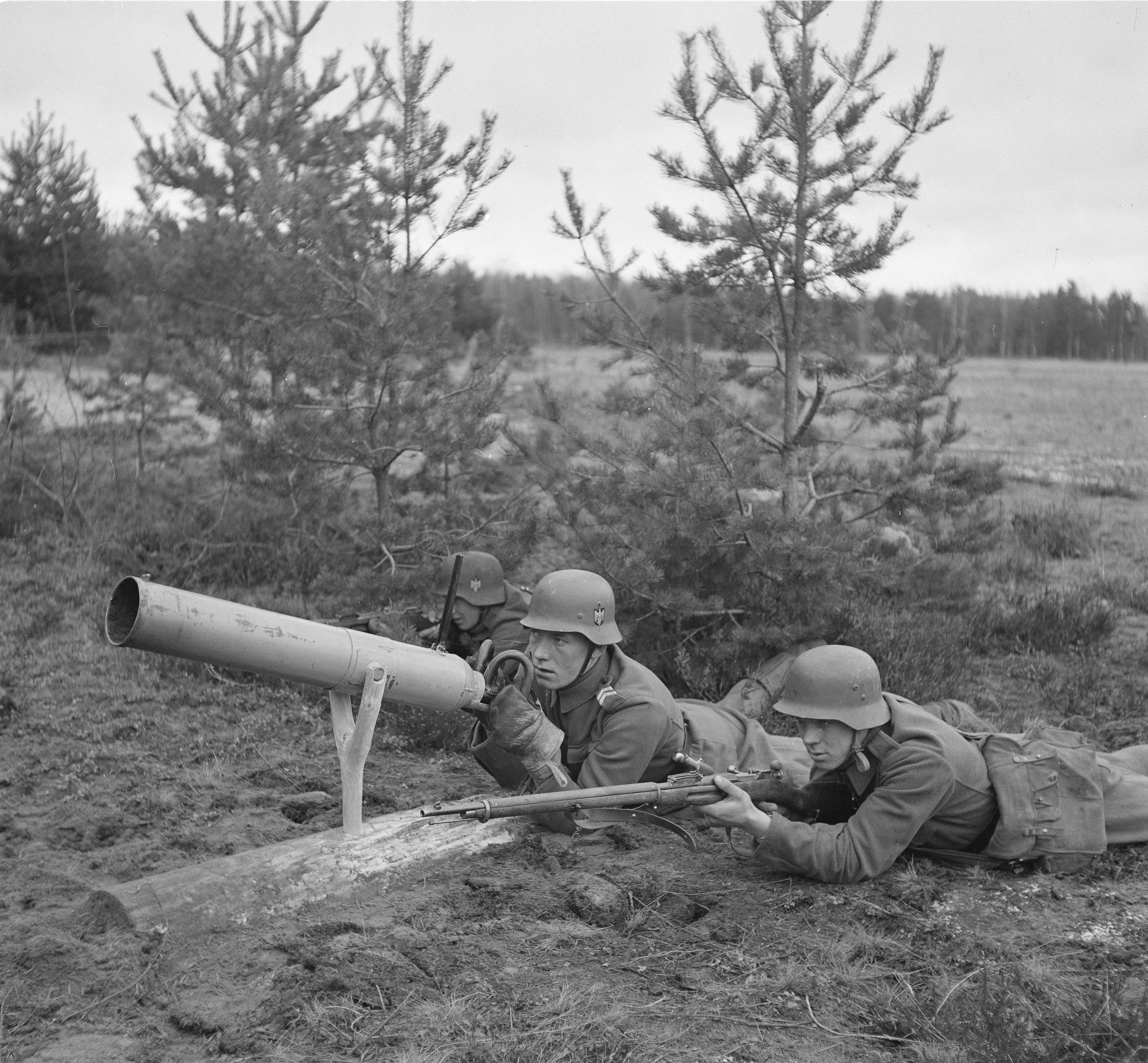